# Ranrupt
Ranrupt település Franciaországban, Bas-Rhin megyében. Lakosainak száma 308 fő (2022. január 1.). Ranrupt Bellefosse, Bourg-Bruche, Colroy-la-Roche, Steige és Urbeis községekkel határos.

## Népesség
A település népessége az elmúlt években az alábbi módon változott:
| Lakosok száma | 349  | 352  | 345  | 329  | 318  | 313  | 309  | 303  | 308  |
|               | 2013 | 2015 | 2016 | 2017 | 2018 | 2019 | 2020 | 2021 | 2022 |